# Ferpicloz
Ferpicloz é uma comuna da Suíça, no Cantão Friburgo, com cerca de 216 habitantes. Estende-se por uma área de 1,03 km², de densidade populacional de 210 hab/km². Confina com as seguintes comunas: Ependes, Le Mouret, Senèdes.
A língua oficial nesta comuna é o Francês.